# (19383) Rolling Stones
(19383) Rolling Stones (1998 BZ32) – planetoida z pasa głównego asteroid okrążająca Słońce w ciągu 3,51 lat w średniej odległości 2,31 j.a. Odkryta 29 stycznia 1998 roku. Nazwana na cześć zespołu rockowego The Rolling Stones w 2003 roku.